# فوزة فالح
فوزة فالح محمد علي هي امرأة سعودية تم محاكمتها وإدانتها بحكم الإعدام بتهمة ممارسة السحر في عام 2006م. في شهر أبريل من عام 2011 صرحت السلطات السعودية بأنها قد توفيت في عام 2010م.

## الوصلات الخارجية
- مناشدة لإلغاء حكم الإعدام في «ساحرة» سعودية